# Glissement
Pour les articles homonymes, voir Glissement (homonymie).
Le glissement décrit un mouvement relatif entre deux éléments en contact.
Lors du glissement, il y a du frottement (frottement de glissement).

## Le glissement comme mouvement volontaire
Le contact entre deux corps est inévitable :
- d'une part, le poids tire les corps vers le bas, un corps doit donc être supporté par un solide ou un liquide, à l'exception des corps volants ;
- d'autre part, il peut être nécessaire de guider le mouvement d'un corps.

À partir de là, si l'on veut bouger un corps, cela fait intervenir soit le glissement, soit le roulement, soit un changement d'appui (marche, reptation, chenille), soit une combinaison de deux ou trois de ces modes.
Le glissement est donc une des manières de faire se mouvoir un objet. Par exemple :
- véhicule à ski ou à patins
  - traîneau qui glisse sur de la neige, de la glace, mais aussi des pavés : des patins bombés permettent de faire un demi-tour sur place ;
  - ski de fond, ski alpin, monoski, snowboard, patinage ;
  - un bateau, un hydravion, une motomarine, un skieur nautique, un surfeur, un nageur qui glissent sur l'eau ;
- toboggan, en tant que jeu, ou bien pour faire descendre un objet ;
- tirer ou pousser une charge sur un plan, par exemple pour déplacer un meuble, ou bien le dégagement d'urgence d'une victime par traction sur le sol ;
- guider un objet : un guide sur un convoyeur, la glissière de sécurité qui empêche un véhicule de sortir de la route.

Le glissement est un mode de déplacement simple à réaliser : il suffit de s'assurer de l'absence d'obstacle sur le chemin. Toutefois, une grande partie de l'effort fourni sert à vaincre la résistance au glissement, le frottement. Ce frottement provoque un échauffement, et éventuellement une dégradation des surfaces en contact (usure].
Pour ce mode de déplacement, on a donc intérêt à réduire le frottement, et donc :
- à réduire l'effort presseur, à « soulager le poids » ;
- à réduire le coefficient de frottement, et donc à choisir judicieusement le couple de matériaux en contact (bronze, Teflon), et éventuellement à lubrifier (eau, huile, graisse).

Lorsque c'est possible, on a intérêt à utiliser un autre mode (roulement, changement d'appui).
Le glissement est aussi le moyen d'entraîner un objet sans « trop le contraindre », de limiter l'effort d'entraînement, d'adapter les vitesses :
- entraînement par friction : embrayage ;
- limiteur de couple.

Le glissement intervient enfin dans la plupart des systèmes de freinage.

## Le glissement comme mouvement indésirable
Dans de nombreux cas, on veut immobiliser un corps par rapport à un autre. L'adhérence est un des moyens de réaliser cette immobilisation, l'autre étant l'obstacle (butée). L'adhérence consiste à presser un corps contre un autre ; la liaison peut alors résister à un effort tangentiel à la surface, jusqu'à une certaine limite. Si cette limite est dépassée, il y a glissement.
Par exemple :
- une vis qui se desserre, ou qui n'est pas suffisamment serrée ;
- la corde qui glisse des mains, un nœud qui se défait, l'attache d'une sangle qui glisse ;
- une courroie qui patine sur sa poulie ;
- un objet qui glisse sur un plan incliné, ou bien sous l'effet d'une poussée (par exemple une voiture à l'arrêt qui se déplace sous l'effet d'un choc) ;
- une personne qui glisse et qui tombe, un véhicule qui dérape ;

## Le glissement dans les machines électriques
Dans le cas du moteur asynchrone le glissement est le rapport entre la vitesse réelle du rotor (la partie tournante du moteur) et la vitesse théorique au synchronisme. Il est généralement donné en % par la formule g=(Ns-N)/Ns avec :
- g=coefficient de glissement.
- Ns= vitesse au synchronisme.
- N=vitesse réelle du rotor